# Plateau de Nyika

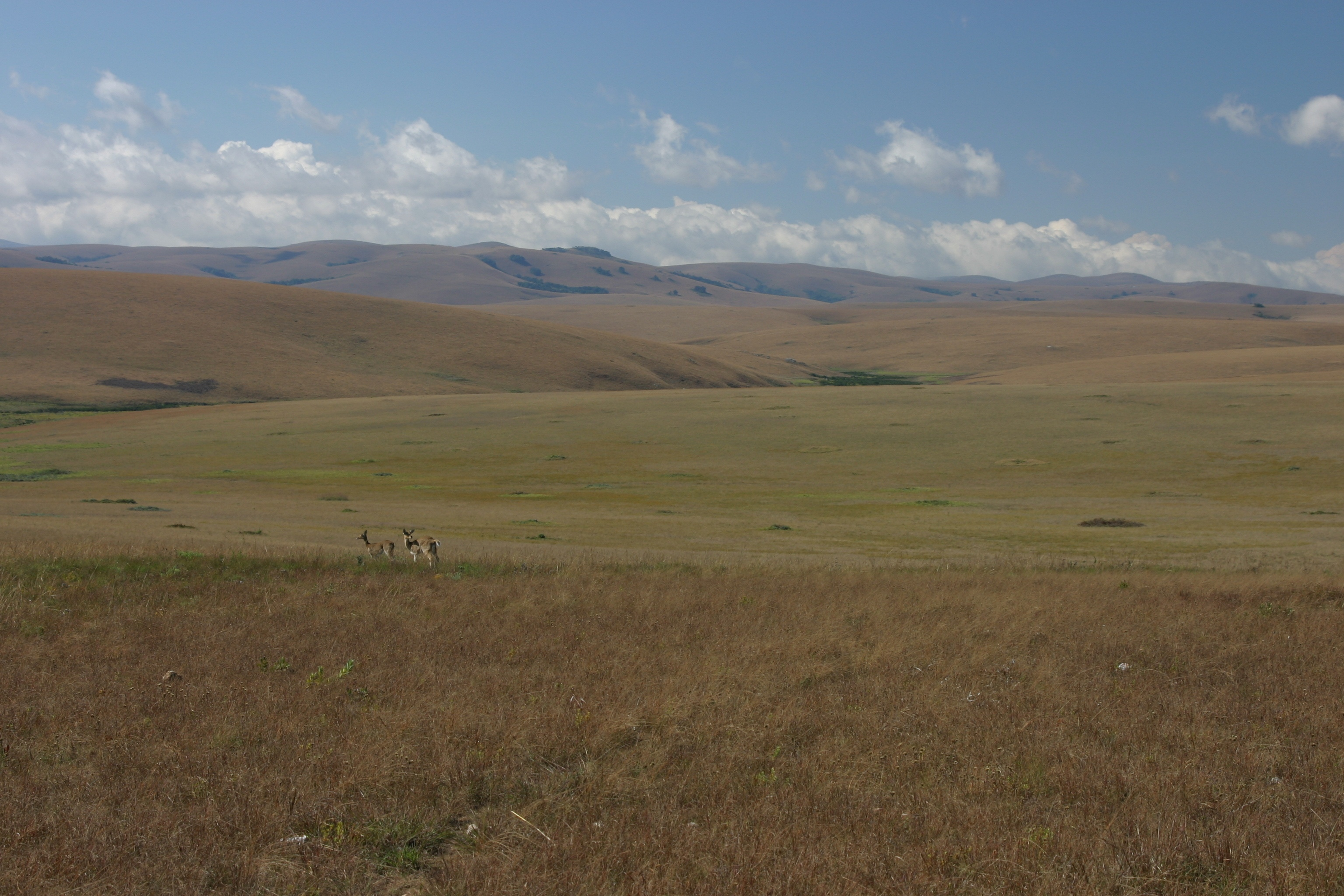
Prairie d'afromontane sur le plateau de Nyika.

Le plateau de Nyika se situe dans le nord du Malawi, une petite partie se trouvant dans le nord-est de la Zambie. Son altitude est comprise en majorité entre 2 100 et 2 200 m, le point le plus élevé étant le pic de Nganda, à 2 605 m. Il est grossièrement en forme de losange, avec un axe nord-sud d'environ 90 km, et une extension est-ouest de 50 km. Il se situe au-dessus du Lac Malawi (475 m) et des villes de Livingstonia et Chilumba. Son escarpement nord-ouest, bien marqué, s'élève à 700 m au-dessus de l'extrémité nord-est de la vallée de la Luangwa, et son équivalent au sud-est s'élève à 1 000 m au-dessus de la vallée de la South Rukuru. Ses paysages sont très différents de ceux du reste du Malawi, consistant en collines parcourues par de petits ruisseaux coulant dans de larges vallées et en prairies accidentées parsemées de bosquets de pins.
Le parc national de Nyika, environ 3 000 km2, couvre une notable partie du plateau.

## Faune et peuplement humain

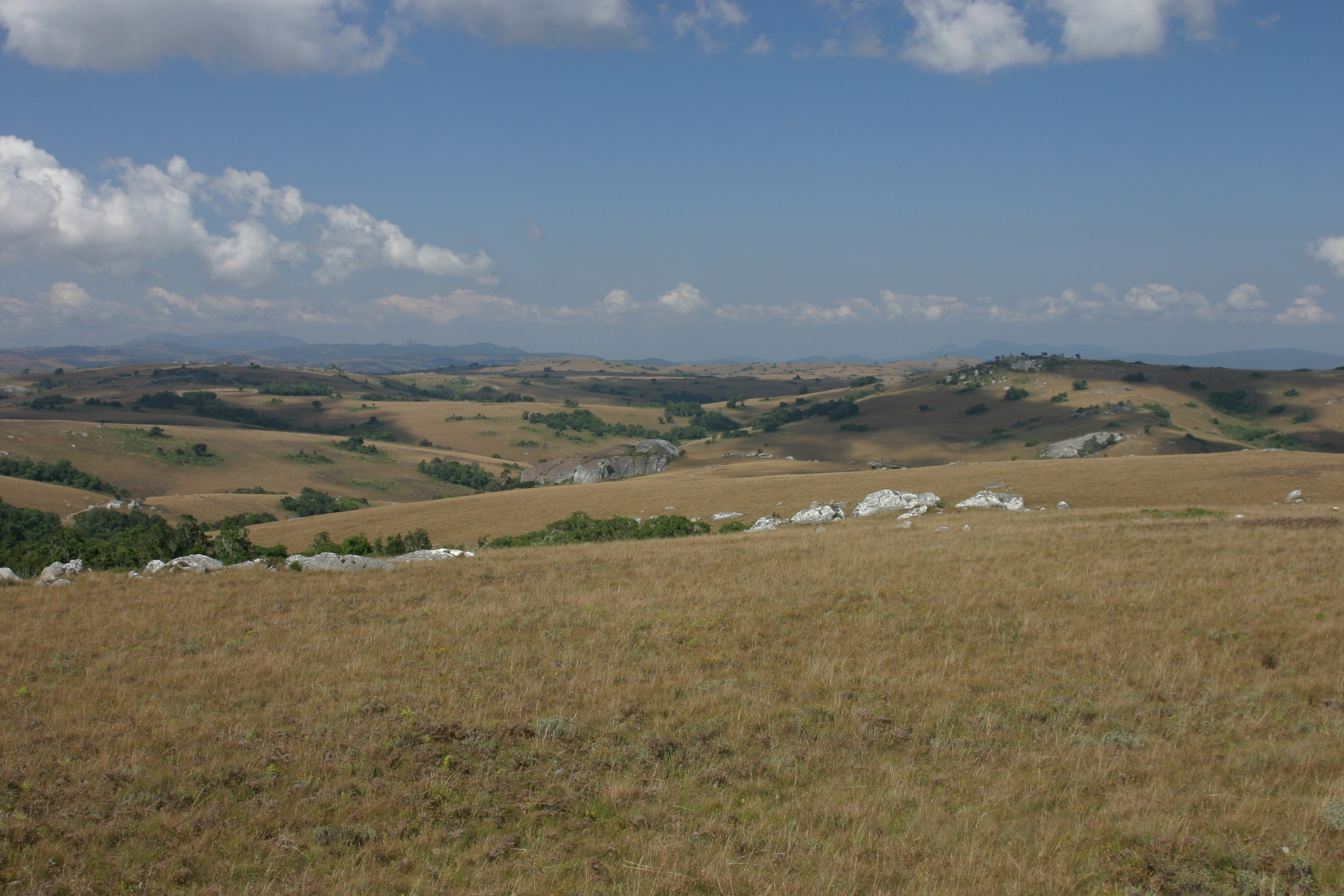
Paysage typique du plateau.

Le plateau est réputé pour sa faune sauvage ; on trouve dans le parc des zèbres de Crawshay, des guibs harnachés, des cobes, des antilopes rouannes, des élands du Cap, des oréotragues, des céphalophes et des phacochères. On rencontre aussi des carnivores tels que des chacals, des hyènes et des léopards. Il y a aussi beaucoup d'oiseaux et de papillons endémiques, des caméléons, des grenouilles et des crapauds (tel le crapaud nain du Nyika) ; la zone est aussi réputée pour ses orchidées.
Le plateau est protégé, pour sa plus grande partie, par le parc national du Nyika qui appartient au Malawi ainsi que par le plus petit parc du même nom, relevant de la Zambie. Le seul peuplement humain est Chelinda, siège administratif et site d'hébergement pour la partie malawite du parc.

## Flore

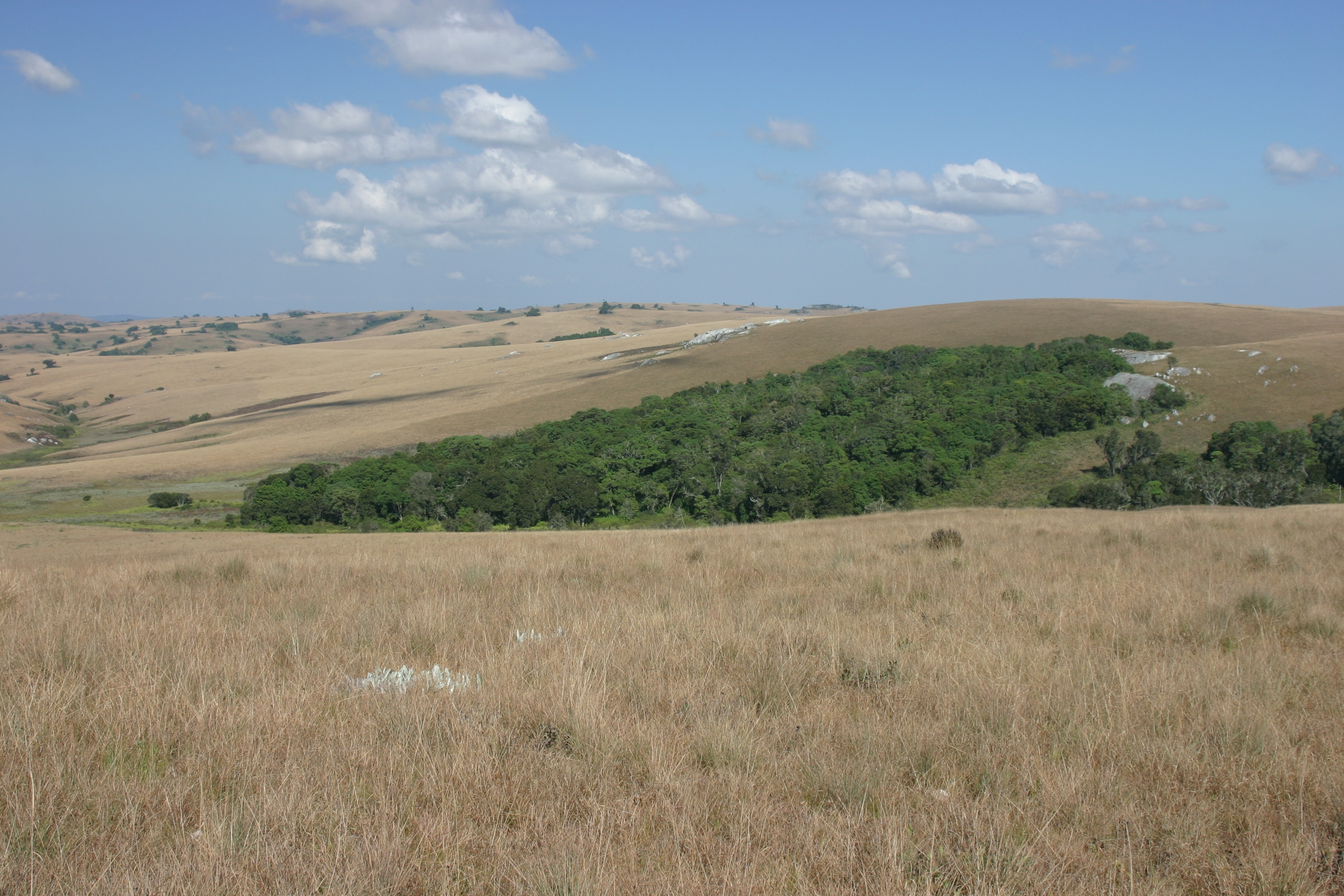
Bosquet de forêt d'afromontane.

Grâce à son statut protégé, la flore endémique prospère sur le plateau. Elle comprend des glaïeuls, des pieds-d'alouette, des lobelias et des kniphofias. Le plateau abrite environ 200 espèces d'orchidées. Des bosquets de forêt d'afromontane parsèment le plateau.